# 扁海蛭属
扁海蛭属（学名：Pontobdellina）为鱼蛭科的一属动物。

## 下属物种
- 巨疣扁海蛭 Pontobdellina macrothela Schmarda, 1861